# Pescaria Brava
Pescaria Brava ist eine Stadt im brasilianischen Bundesstaat Santa Catarina. Sie wurde 2003 gegründet.
2014 hatte sie 9761 Einwohner.